# Pimpinela (dúo)
Pimpinela es un dúo musical argentino, formado por los hermanos Lucía Galán y Joaquín Galán.
Con una trayectoria artística de más de 40 años, este dúo argentino ha editado veinticuatro discos por los que han recibido 100 discos entre oro, platino y diamante convirtiéndose en uno de los dúos más importantes de Latinoamérica y el mundo. Según diversas fuentes, se estima que el dúo ha vendido más de 40 millones de discos en todo el mundo y han participado en los más lujosos escenarios como el Madison Square Garden, en el cual han llenado estadios, y campos de fútbol en todo el mundo. Sus temas cuentan con versiones en inglés, italiano y portugués.
También han ganado numerosos reconocimientos nacionales e internacionales y su música ha llegado a toda América, Europa y parte de África. El dúo fue distinguido como personalidad destacada de la Ciudad Autónoma de Buenos Aires en el ámbito de la Cultura, el 25 de agosto de 2016, referentes de la música popular y activos participantes de la ayuda solidaria a la niñez (Ley N°5.607).

## Trayectoria artística

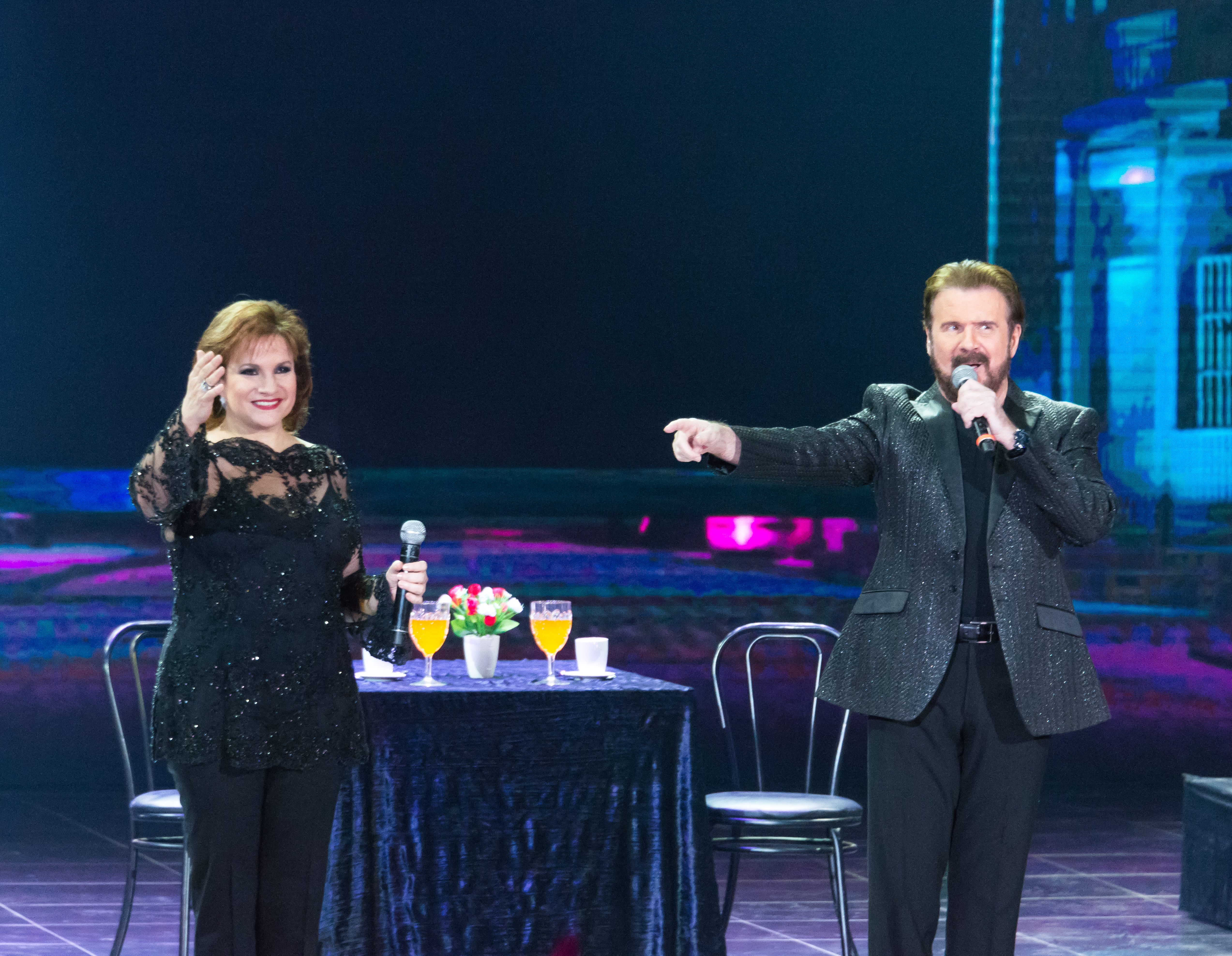
Pimpinela en un concierto en Valparaíso

### Infancia, comienzos artísticos y formación del dúo
Los hermanos Galán nacieron en Buenos Aires, pero desde pequeños les gustaba España, donde pasaban temporadas de seis meses visitando a su familia. Fueron sus padres Joaquín (Pola de Somiedo, Asturias) y María Engracia Cuervo Álvarez (León, 1924-Buenos Aires, 12 de enero de 2020), los primeros en aconsejar a sus hijos que iniciasen la carrera de cantantes. 
Joaquín, el padre del dúo, partió en 1948 hacia Argentina. Durante cuatro años mantuvo su noviazgo con Mª Engracia a través del correo postal. Hasta que, por fin, el 26 de julio de 1952 Mª Engracia llegó en barco al Puerto de Buenos Aires. Si bien el fallecimiento de Evita hizo que los novios tuvieran que esperar un día para poder abrazarse.
Joaquín fue el primero en incursionar en la música con el grupo Claro de Luna, donde realizaba versiones de grupos como The Beatles o Bee Gees y varios temas de su autoría. Después el grupo se llamó Luna de Cristal, con el que tuvo un cierto éxito. Mientras tanto Lucía desde pequeña tomaba clases de actuación y en el ámbito musical se inició como corista de la cantante argentina Manuela Bravo y con el grupo de música Soul Montana.
María Engracia propuso a sus hijos que cantasen juntos, pero la idea no era del total agrado de los entonces adolescentes. Fue tanta la insistencia que los convenció. En un viaje a España conocieron al cantautor Luis Aguilé, quien les pidió una cinta y los recomendó al sello CBS hoy Sony Music Entertainment bajo el cual dieron a conocer su música.

### Años 1980
Los hermanos Galán destacaron por componer e interpretar de una manera muy distinta a lo que se venía haciendo hasta entonces, mezclando el teatro con la canción; acompañados de un lenguaje dialogado, directo y cotidiano.
Su primer disco lo editaron en 1981 y lleva por nombre Las primeras golondrinas del cual se desprendió el sencillo «Tú me prometiste volver», que no tuvo éxito hasta que se presentaron en el programa de televisión Show fantástico producido por Armando Barbeito. Se vendieron alrededor de 10 000 unidades en una semana.
En 1982 llegó al mercado el álbum Pimpinela, que incluía los éxitos «Olvídame y pega la vuelta», «Vivir sin ti no puedo» y «Dímelo delante de ella». Este año, los hermanos aparecen por primera vez en cine bajo el nombre Pimpinela en la película Los fierecillos se divierten. En dicha película cantan «Olvídame y pega la vuelta».
Para 1983 lanzan el álbum Hermanos del que se desprenden los éxitos «A esa»,  «En lo bueno y en lo malo (hermanos)» y «Una estúpida más». Además realizaron su primera gira por toda Latinoamérica. Nuevamente aparecieron en cine, esta vez en la película Los extraterrestres y cantando «Vivir sin ti no puedo».
Llegado el año 1984, después de su participación en Festival Internacional de la Canción de Viña del Mar donde ganaron la Antorcha de Plata, llegaron a España donde se edita un álbum titulado Olvídame y pega la vuelta que reunía algunos de sus mayores éxitos hasta el momento. Al mismo tiempo se editó en Brasil, ese mismo disco con algunas canciones en portugués. Ese mismo año llegó Convivencia que se edita tanto en América como España con algunas diferencias en la selección de temas y portada. Este disco tuvo como sencillos los temas «Ahora decide» y «Cómo le digo».
Su éxito en España se consolidó en 1985, cuando lanzaron el álbum Lucía y Joaquín que incluye «Por ese hombre» un dueto con Dyango. En Brasil este disco se llamó Esse homem. Este disco también contó con los temas «Yo dueña de la noche», «La histérica», «Amiga del alma» e «Igual que perros y gatos». Este mismo año fueron convocados para participar en Cantaré, cantarás.
En 1986 estando de promoción en Italia grabaron su álbum El duende azul y junto a Diego Armando Maradona la canción «Querida amiga» con su versión en italiano «Mia dolce amica», el derecho de la canción fue donado a UNICEF de la cual Maradona era su embajador. Este tema permaneció varias semanas en las radios de todo el país. Otra canción importante fue «Me hace falta una flor» y «El duende azul», esta última compartía título con la telenovela que los hermanos protagonizaron más adelante.
Al año siguiente graban Estaciones (también llamado Valiente) e incluyeron la canción Por siempre y para siempre cantada a dúo entre Lucía y Philip Michael Thomas ( coprotagonista de la serie Miami Vice). La versión en inglés Ever and forever formó parte del álbum Somebody de Thomas; el videoclip de esta canción tuvo buena aceptación en las emisoras de radio y en la TV de Estados Unidos. También contenía temas como «Ella me hablaba de él» «Hay que estar en mi lugar» y «Valiente».
Entre 1987 y 1988 Lucía y Joaquín alternaron su carrera musical con el rodaje de la telenovela El duende azul dirigida por Gerardo Vietri y Martín Clutet. La historia trata de un naufragio en el Río de la Plata en 1967 donde Lucía y Joaquín de 3 y 6 años se pierden tras el accidente, Lucía es encontrada por su padre el doctor Javier Álvarez Martínez pero Joaquín se pierde en una playa en un pequeño pueblo a las afueras de Buenos Aires criado por una familia de clase muy baja ya que en el accidente pierde la memoria, sólo un pendiente en forma de duende será la clave para reconocerse después de 20 años.
El último álbum de los 80 para Pimpinela es Ahora me toca a mí, que llegó en 1988. Este álbum se conoció en Brasil como Desencontros, algunos de los temas venían en portugués, como Valente (Valiente), Tentando Començar De Novo (Tratando de Empezar) y Eu Preciso De Teu Amor (Necesito de tu Amor). Los temas principales de este álbum eran «Ahora me toca a mi» «Bravo» y «No soy una santa».

### Años 1990
En esta década la pareja de hermanos quiso dar un cambio a su carrera pues consideraban que sus canciones eran demasiado "dramáticas" y querían dar una imagen más relajada.
En 1990 los primeros signos de cambios se hicieron presentes con la canción y videoclip Cuanto te quiero, tema incluido en el álbum Hay amores... y Amores; esta canción también fue conocida como "la canción del autobús" pues en algunas escenas, Lucía aparece precisamente en un autobús. Dicho material tuvo su versión en Brasil con algunos temas en portugués.
El año siguiente el dúo cumplió 10 años de carrera y a manera de festejo editaron el material Diez años después. El primer sencillo fue la canción Esa chica y yo, un éxito más en su carrera.
1992 fue el año en que lanzaron el disco '92 que incluye el tema Heroína solitaria en cuyo vídeo aparece Christopher Reeve.Otros temas de dicho disco son Cosas del amor y Da la cara. Después de ese disco rompen relaciones con su disquera de hasta ese entonces y fichan para PolyGram.
Su primer disco para esta empresa llegó en 1993 bajo el nombre de Hay amores que matan. Este disco incluyó canciones bastante importantes como: El amor no se puede olvidar, Con un nudo en la garganta, Hay amores que matan y Sólo hay un ganador, cover en español de "The Winner Takes It All" de la agrupación ABBA. Este sería otro disco que lanzaron en Brasil con temas en Portugués. Otros temas no tan populares del disco son "Mentía" y "Olvídame".
En 1994 lanzan por primera vez un álbum en directo, titulado Nuestras 12 mejores canciones... en concierto!. Este disco incluía 10 temas viejos y dos nuevos, Estoy sola de nuevo y La familia, siendo esta última la más exitosa del disco.
Su siguiente disco de estudio fue De corazón a corazón, de 1995. En este disco cambiaron totalmente su imagen por una más "campirana". El primer sencillo es Se va, se va, una canción con sonidos latinos. De este material también se pueden destacar las canciones Potpurrí ranchero, un homenaje a Juan Gabriel, Un poco de amor que con los años fue adoptada como un himno para El Hogar Pimpinela Para La Niñez y Pase lo que pase; esta última relacionada con la problemática de los inmigrantes ilegales en California, en donde el entonces gobernador de California (1995) promulgó la Ley 187 por la cual se los perseguía. Canciones menos conocidas del disco son "Me muero", "Échame a mi la culpa" y "Oye".
Después de este disco los hermanos se adentraron en otros proyectos. Por el lado personal, el sábado 20 de abril de ese año, Lucía contrajo matrimonio con Alberto Daniel Hazan. También abrieron El Hogar Pimpinela para la Niñez pues, desde 1995 se habían asesorado con profesionales para participar en la problemática de la niñez carenciada. Además, durante este año, grabaron el que sería su próximo disco Pasiones que salió a la venta en 1997. Este álbum introducía música folklórica argentina, y su primer sencillo fue Cuídala cuyo contó con la presencia de la actriz Libertad Lamarque y Rocío, la hija de Lucía. Otro tema de este disco es "Ojala que no pase nada", otro de sus éxitos.
En 1998 editan Marido y mujer. El tema principal de esta placa fue Mañana, con la que volvieron a tratar la problemática de una pareja después de no haberlo hecho desde 1991, además graban Entre la espada y la pared con el cantante mexicano José José, además ese mismo año participaron en la Teletón en Chile, cantando sus temas "mañana" y "10 años después". 
Para cerrar la década, en 1999 de la mano del productor Oscar Mediavilla lanzan Corazón gitano un disco con sonidos más pop, que se ubicó en el primer lugar de los rankings de las radios de Argentina. Siendo su primera experiencia en este género consiguen nominación en el rubro “Mejor grupo pop” en la segunda entrega de los Premios Carlos Gardel. Este disco contaba con las canciones "Corazón gitano", "Paso doble, te quiero" y "La Telenovela"

### Años 2000
Pimpinela inicia el nuevo milenio grabando en 2000 el disco Buena onda un disco que varió el sentido de sus letras pues en esta ocasión los intérpretes hablaron de problemáticas sociales relacionadas con la política y la pareja.
Durante 2001 el dúo cumplió 20 años de carrera y para festejar lanzan Gold, grandes éxitos, una antología musical que contiene 26 éxitos y 4 temas inéditos distribuidos en dos compactos, 15 de ellos extraídos de conciertos en Madrid, Ciudad de México, Miami y Buenos Aires y 11 tomados de otros álbumes. La gira de este álbum se extiende hasta 2002.
Por su parte Lucía participa junto al también cantante Palito Ortega en el tema principal de la telecomedia El sodero de mi vida. Por otro lado, Lucía y Joaquín se encargan del tema musical de El último copetín, un cortometraje dirigido por Ricardo Ottone.
En 2003 los hermanos Galán por primera vez hacen un disco de covers: Al modo nuestro, reviviendo éxitos italianos de los años 60 y 70 de cantantes como Mina, Jimmy Fontana y Gabriella Ferri entre otros. El disco fue grabado entre Estados Unidos, Italia, Puerto Rico y Argentina; además se realizó una edición especial con un DVD de los temas. Lucía volvió a la actuación, esta vez haciendo una participación especial en la telenovela Soy gitano con el personaje de “Amparo Lombardo”.
Durante 2004 continúan haciendo presentaciones y alternan con la filmación de la película Papá se volvió loco, donde Lucía es coprotagonista y hace una aparición especial como Marina, la hermana de Flor Finkel (Florencia Peña), en La Niñera y juntos hicieron una aparición especial en la telenovela de comedia Los Roldán.
Llegado 2005 Lucía y Joaquín interrumpieron la grabación de su nuevo álbum para grabar la canción Mujeres azul y oro, que formará parte del álbum Xentenario con motivo del 100.º aniversario del Club Atlético Boca Juniors.
Una vez hecha esta participación sacan al mercado ¿Dónde están los hombres?, su disco más pop hasta el momento, con sonidos bossa nova y electrónicos, que contó con una nueva versión del tema Olvídame y pega la vuelta en reguetón hecha por José Miguel Hernández.
En este álbum cuentan con la participación a dueto con el grupo argentino Miranda! en la canción Cena para cuatro.
Por su parte Lucía estrena la película Papá se volvió loco, de la que participa como actriz.
En 2006 lanzan el DVD Entre amigos un concierto realizado para Telefe que alcanzó la certificación de disco de platino, sin embargo este DVD no cuenta como parte de su discografía oficial.
Durante 2007 hacen varios conciertos para celebrar sus 25 años de trayectoria y visitan varios países donde son conocidos.
En 2008 después de un retraso y un cambio de disquera, editan Diamante, 25 aniversario, que se da a conocer en CD y DVD o CD + DVD. El CD incluyó tres duetos, el primero con Dyango para la canción Los amigos como yo que fuese sencillo y se diera a conocer por internet, el segundo con la cantante Valeria Lynch en la canción Que no me eche la culpa y por último con el grupo folclórico y romántico Los Nocheros, haciendo una nueva versión del tema A mi tierra volveré propio de este dueto.
El DVD contiene un concierto realizado en el estadio Luna Park en 2007. Al poco tiempo el álbum recibió la certificación de oro. La gira de este disco Diamante tour se extendió hasta 2010.
Nuevamente en 2008 Lucía vuelve a la pantalla chica con el personaje de Carmen Muleiro “La gallega” en la telenovela Mujeres de nadie para su segunda temporada.
Durante 2009 Pimpinela se preparó y anunció lo que sería su proyecto para 2010, una comedia musical basada en sus vidas. Además continuarían con sus giras habituales.

### Años 2010
En 2010 presentan su comedia musical Pimpinela, La familia a la vez que alternan con sus presentaciones normales.
También presentan en el programa de Susana Giménez el tema "Tengo derecho a ser feliz", versión remixada de la canción "Primero yo" incluida en Diamante, 25 aniversario.
En 2011 Pimpinela sigue haciendo presentaciones y preparan su nuevo disco que se lanzará en octubre con el título Estamos todos Locos. En el mismo año también colaboran con la banda de rock Mojinos Escozíos en la grabación de su nuevo álbum, Mená Chatruá.
En 2012 participan en Graduados y como jurados en Soñando por Cantar. Además, son convocados por el presentador, empresario y dirigente deportivo Marcelo Tinelli para formar parte del jurado del reality de canto Cantando por un sueño 2012. 
En su álbum Estamos todos locos cantan junto a sus hijos Francisco, el hijo de Joaquín, y Rocío, la hija de Lucía.
En 2014 grabaron junto a Iceberg del sur la canción titulada "Palabra sagrada" perteneciente al álbum Todo es posible del conjunto cordobés.
Durante los años 2013-2014 y 2015 realizan multitud de giras a nivel mundial, fueron jueces del programa de canto Laten Corazones en Telefe y comenzó la grabación del un nuevo álbum próximo a salir en 2016 con el título Son Todos Iguales y preparando giras que abarcarán toda Latinoamérica y España.
En el año 2016 lanzan un nuevo álbum titulado Son Todos Iguales, qué se da a conocer en formato CD y más adelante en CD + DVD. El CD incluyó dos duetos, el primero con el cantautor Luciano Pereyra para la canción "Si Ella Supiera", y el segundo con la cantante de cumbia Ángela Leiva en la canción "Son Todos Iguales" (canción qué le da título al álbum). El DVD contiene 27 éxitos, grabados en un concierto realizado el mismo año en el estadio Luna Park, en la presentación de este mismo álbum.
Además, cantaron a dúo con la también cantante de cumbia Karina "La Princesita". 
El 3 de mayo de 2017 se puso a la venta su libro autobiográfico titulado "HERMANOS: La Verdadera Historia" a través de la Editorial Planeta. Entre 2017 y 2019 estuvieron de gira en todos los países con su concierto "Tour Hermanos", incluyendo en Chile, durante su participación en la Teletón 2017, así como en los festivales de Talca, Antofagasta, Curicó y en el Festival del Huaso de Olmué 2019. 
En 2019, nuevamente son convocados por Marcelo Tinelli, esta vez, para ser jurados del segmento de canto del programa Showmatch, Genios de la Argentina. Ese mismo año, son llamados para presentarse en el Festival de Viña 2020. Sin embargo, semanas antes de Viña 2020, se produjo la muerte de su madre María Engracia a los 96 años de edad, dejando un mal comienzo en la década del 2020.

### Años 2020
En marzo de 2020, estrenaron el videoclip de «Traición», primer tema promocional de su nueva placa discográfica. En ese mismo año, en el mes de agosto, se estrenó "Payaso".
En 2020, debido a la pandemia de COVID-19, incursionan en los conciertos vía streaming, con su show "2020, el año que se detuvo el tiempo" estrenado el 28 de noviembre.
Además, vuelven a la televisión en 2021, esta vez, en Perú, siendo "coaches" en el programa de canto para el adulto mayor La Voz Senior Perú, compartiendo su labor con los peruanos Daniela Darcourt, Tony Succar y Eva Ayllón. Al final del programa uno de sus pupilos Mito Plaza se alza con la victoria convirtiéndolos en los coaches ganadores de la primera temporada de La Voz Senior Perú.
En el año 2022 estrenan su videoclip "Siempre vivirás dentro de mi" homenaje a su madre, y meses después lanzan "Cuando lo veo" que contó con la participación del actor chileno Benjamín Vicuña. Mismo año continúan con su gira para celebrar su 40° aniversario realizando giras por países como México, Colombia, Argentina, Perú, Ecuador y próximamente España, República Dominicana y muchos más.
En abril de 2023, estrenan "Lloro", un nuevo single, que también contó con la participación, nuevamente, de Benjamín Vicuña en el videoclip de esta canción.
Finalmente, para cerrar el año en grande, celebran un gran concierto en el Movistar Arena con una orquesta de más de 50 músicos que revivirán todos sus éxitos a lo largo de estos 40 años de carrera.
A principios de 2024 arrancan una nueva gira titulada Siempre Juntos, en referencia a la relación que mantiene desde siempre. Inician esta gira celebrando un concierto en Viña del Mar, tras la petición de muchos fans.
Para arrancar el año 2025, lanzan "La trampa", un nuevo single con la colaboración de Osvaldo Laport y Eugenia Tobal para la realización del videoclip. En febrero de 2025, inician su nueva gira "Noticias del amor", en la que realizarán una serie de conciertos recordando sus viejas canciones y muchos temas olvidados, muy pedidos por su público, tales como "Cosas del amor", incluso "El cuento de Superman", tema que a Lucía nunca le ha gustado cantar en vivo.

## Discografía
Álbumes de estudio
- Las Primeras Golondrinas (1981)
- Pimpinela (1982)
- Hermanos (1983)
- Convivencia (1984)
- Lucía y Joaquín (1985)
- El Duende Azul (1986)
- Valiente/Estaciones (1987)
- Ahora me Toca a Mí (1988)
- Hay Amores... y Amores (1990)
- 10 Años Después (1991)
- Pimpinela '92 (1992)
- Hay Amores que Matan (1993)
- De Corazón a Corazón (1995)
- Pasiones (1997)
- Marido y Mujer (1998)
- Corazón Gitano'' (1999)
- Buena Onda (2000)
- Al Modo Nuestro (2003)
- ¿Dónde Están los Hombres? (2005)
- Diamante (2008)
- ¡Estamos Todos Locos! (2011)
- Son Todos Iguales (2016)

## Discos en otros idiomas
- 1984 - Pimpinela (Brasil)
- 1985 - Esse Homem (Brasil)
- 1986 - Querida Amiga (Brasil)
- 1987 - Mia Dolce Amica (Italia)
- 1988 - Desencontros (Brasil)
- 1990 - Hay Amores... Y Amores (Brasil)
- 1993 - Só há um vencedor (Brasil)

También se han lanzado innumerables sencillos en italiano, inglés y portugués. Algunos sencillos en inglés: "Get out of my life (Olvídame y pega la vuelta)", "There is someone (Por ese hombre)" y "Ever and Forever" ("Por siempre y para siempre", siendo Lucía una de las pocas mujeres argentinas -si no la única- en entrar al ranking de las cien canciones más escuchadas de ese año en Billboard).
En italiano lanzaron canciones como "Dimmelo davanti a Lei (Dímelo delante de ella)", "Promesse false (Tú me prometiste volver)", "Ti puoi scordare per sempre di me (Olvídame y pega la vuelta)", "L'amica del cuore (Amiga del alma)" y "Mia dolce amica" ("Querida amiga" con Diego Armando Maradona).
En portugués lanzaron "Siga seu rumo" (Olvídame y pega la vuelta).

## DVDs
- 1985 - Mudanza
- 1987 - Viejo Bar
- 1989 - Aeropuerto
- 1994 - Show Hipódromo de Madrid.
- 2003 - Al modo nuestro (DVD con los videoclips de las canciones)
- 2006 - Entre amigos
- 2008 - Pimpinela en el Luna Park. Diamante, 25 aniversario. (Contiene 30 éxitos grabados en vivo)
- 2010 - Pimpinela - La Familia (Musical)
- 2016 - Pimpinela en el Luna Park con su espectáculo "Son Todos Iguales". (Contiene 27 éxitos grabados en vivo)

## Televisión
- El duende azul.

Una telenovela de 92 capítulos rodada entre Miami y Buenos Aires por los años de 1987 y 1988. Los índices de audiencia de esta producción fueron satisfactorios entre los países donde se exhibió: Chile, Perú, Estados Unidos, Portugal y Brasil, ahí se llamó El día que me quieras.
- Soy gitano (2003).

En esta telenovela argentina Lucía interpreta a “Amparo Lombardo” una mujer gitana, cuyo objetivo es generar dinero a través del juego y la apuesta, es amante de Jano Amaya con quien se colude para apoderarse de las propiedades de la familia Heredia. Amparo es a la vez una mujer infeliz, pues a pesar de ser amante de Jano, este siempre la desplaza, dejándola postergada en sus necesidades.
Lucía compartió créditos con Osvaldo Laport, Antonio Grimau, Betiana Blum entre otros. La telenovela fue transmitida por Canal 13.
- Mujeres de nadie (segunda temporada 2008).

Esta Telenovela Argentina, narra La historia de cuatro enfermeras que trabajan en un hospital público “Benito García”.
Lucía interpreta a Carmen Muleiro “La gallega” una mujer noble pero de carácter muy fuerte. En el hospital es una enfermera que planea emigrar a Europa pero que posterga sus planes al enamorarse de un paciente.
Lucía completó el cuarteto protagónico con Luisa Kuliok, más Laura Novoa y Eugenia Tobal.
- Tu cara me suena (Argentina) (2013)

Es un reality show transmitido por Telefe, es un formato del programa que lleva el mismo nombre, transmitido por primera vez en España, por Antena 3. Consta en que varios artistas de distintos géneros tengan que transformarse en cantantes de todo el mundo. Joaquín tuvo el rol de jurado en el programa, mientras que su hermana, Lucía, fue participante obteniendo el segundo lugar, imitando a artistas de la talla de Adele (con quien ganó la primera gala), Tina Turner, Barbra Streissand, Susan Boyle (con quien otra vez logró ganar en una de las últimas galas). También se dio el placer de imitar a dos intimas amigas de ella: Marilina Ross y Patricia Sosa con las que cantó en el programa.
- Laten Corazones (Argentina) (2015)

En ese programa, cuyo formato original es de Televisa, de México, que es conducido por Mariano Iudica, Lucía y Joaquín son jurado junto con el cantautor Alejandro Lerner. En él, compitieron doce parejas, compuestas por padres e hijos unidos por la misma pasión: la música. 
- Genios de la Argentina (Argentina) (2019)

En este emotivo segmento de canto del programa argentino Showmatch, conducido y producido por el presentador, empresario y dirigente deportivo Marcelo Tinelli, buscan a los mejores cantantes de ese país. Lucía y Joaquín son jurado junto con las también cantantes Patricia Sosa y Valeria Lynch. Tuvo su primera y única temporada estrenada la primera semana de mayo de 2019 y finalizada en agosto de 2019. 
- La Voz Senior (Perú) Primera Temporada (2021)

Es un reality show y concurso de talentos peruano basado en el formato de The Voice Senior, originado en los Países Bajos y parte de la franquicia internacional The Voice, en el cual buscan a la mejor voz del país. Lucía y Joaquín son entrenadores (silla doble) junto con las también cantantes Eva Ayllón y Daniela Darcourt, y el productor musical Tony Succar.

## Cine
- Vivir con alegría (1979).

Joaquín como él mismo, integrante de Luna de Cristal.
Lucía como hija del almacenero Muleiro.
- Qué linda es mi familia! (1980).

Joaquín como él mismo, integrante de Luna de Cristal.
- Los fierecillos se divierten (1982).

Como ellos mismos, integrantes de Pimpinela.
- Los extraterrestres (1983).

Como ellos mismos, integrantes de Pimpinela.
- Papá se volvió loco (2005).

Lucía como Ana Gentile.

## Teatro
- 2010 - Pimpinela, la familia, es un musical basado en las vidas de Lucía y Joaquín. En esta obra apareció Con Ethel Rojo interpretando el papel de la madre. El guion fue escrito por Lucía, Joaquín y Valeria Ambrosio, quien también dirigió la obra.

La obra fue estrenada el sábado 2 de enero de 2010, en el Teatro Auditorium, en su estreno estuvieron personalidades como: Pablo Alarcón, Mirtha Legrand, Daniel Scioli y Karina Rabollini, Aldrey Iglesias, Ricardo Fort y la peruana Laura Bozzo. La obra se retiró de cartelera el 4 de marzo de 2010 y se convirtió en la obra más nominada de ese año.

### Nominaciones
- Premios Estrella de Mar
- Mejor Comedia Musical.
- Coreografía: Mecha Fernández.
- Vestuario: Kris Martínez.
- Escenografía: Luís Castellanelli, Ana Repeto.
- Iluminación: Horacio Efrón y Pablo Hernando por el Estudio el Altillo.
- Dirección: Valeria Ambrosio.
- Producción: Aladino Producciones Autobombo.
- Actuación femenina de reparto: Ivana Rossi.
- Actuación protagónica femenina de comedia: Lucía Galán.
- Mejor Música original: Joaquín Galán y Gaby Goldman.
- Premios Hugo
- Mejores letras de musical argentino: Joaquín Galán.
- Revelación femenina: Lucía Galán.
- Mejor diseño de escenografía original: Luis Castellanelli y Ana Repetto .
- Mejor dirección musical: De Gaby Goldman.
- Mejor interpretación femenina en ensamble: Mariela Passeri.
- Mejores arreglos corales: Ana Carfi.
- Dirección de actores: Rudy Chernicof.

## Proyectos solidarios
En la década de 1980 Lucía y Joaquín, en sus giras por Latinoamérica, exigían por contrato incluir una actuación gratuita en un hogar u orfanato del lugar.
La institución estadounidense World Vision los convocó para conducir un especial de televisión de dos horas de duración desde Los Ángeles California, con el fin de que tres mil televidentes aportaran 20 dólares mensuales para la manutención de igual cantidad de niños. Se le atribuye a Pimpinela haber logrado duplicar el número de benefactores en la primera media hora de la transmisión.
También participaron en campañas similares como "Amarse" en México, emprendimiento orientado a la reinserción de niños de la calle a la actividad escolar.
A mediados de 1995, la idea de tomar participación en la causa de la niñez carenciada ya era un hecho. Durante casi un año se asesoraron en la materia, reunieron un equipo de profesionales de su confianza y el 2 de julio de 1996 fundaron en Argentina una Asociación civil sin fines de lucro llamada El Hogar Pimpinela para la Niñez, cuyo objetivo es dar una atención integral a cada uno de los 25 niños que allí viven. El hogar desarrolla su actividad en una casa propia donada por la Gobernación de la Provincia de Buenos Aires con una superficie de 170 m² libres y 360 m² cubiertos, distribuyéndose allí los dormitorios, galerías, living, comedor, áreas de recreación, enfermería, cocina, patios, jardín, depósitos, sectores administrativos y servicios.
Todos los niños son derivados por el Consejo Provincial del menor y la Familia de la Provincia de Buenos Aires. El hogar tiene como madrina a Gloria Estefan y ha recibido ayuda de Geraldine Chaplin.
En 2009 fundaron también Desde el alma, un centro de día gratuito para niños con síndrome de Down.
En  2015 salió a la luz una iniciativa del dúo de realizar un festival solidario para ayudar a los damnificados por las inundaciones en la Provincia de Buenos Aires, el cual se llamó "Honrar la vida". También quisieron dejar en claro que todo era apolítico, y salía de la bondad y el trabajo en equipo de todos los que participaron. El día 28 de agosto se lograron recaudar más de 13 toneladas de alimentos no perecederos y artículos de limpieza. El estadio Luna Park se encargó de donar las instalaciones y también participaron artistas como Sandra Mihanovich, Marilina Ross, Patricia Sosa, Luciano Pereyra, Julia Zenko, Alejandro Lerner, además de Lucía y Joaquín. La conducción estuvo a cargo de Jey Mammon y Eugenia Tobal.

## Premios y nominaciones

### Premios Carlos Gardel
| Año  | Categoría                              | Trabajo                   | Resultado | Ref.   |
| ---- | -------------------------------------- | ------------------------- | --------- | ------ |
| 2000 | Mejor grupo pop                        | Corazón gitano            | Nominados | [ 7 ]  |
| 2001 | Mejor grupo pop latino                 | Buena onda                | Nominados | [ 8 ]  |
| 2004 | Mejor álbum artista romántico/melódico | Al modo nuestro           | Nominados | [ 9 ]  |
| 2006 | Mejor álbum grupo pop                  | ¿Dónde están los hombres? | Nominados | [ 10 ] |
| 2006 | Premio Gardel a la trayectoria         |                           |           | [ 10 ] |
| 2009 | Mejor álbum artista romántico/melódico | Diamante 25 aniversario   | Nominados | [ 11 ] |
| 2012 | Mejor álbum artista romántico/melódico | Estamos todos locos       | Nominados | [ 12 ] |

Más de 90 discos de Oro, Platino y Diamante.
- 1984 Antorcha de Plata (Festival Internacional de la Canción de Viña del Mar)
- 1984 Mejor Show Musical (Radio City Music Hall).
- 1985 Mejor Show Musical (Radio City Music Hall).
- 1986 Mejor Artista Nacional.
- 1986 8 premios A.C.E por su presentación en Waldorf Astoria (New York)
- 1996 Premio Paoli a la Trayectoria
- 2008 "Estrella de mar" por su trayectoria artística.
- 2008 Lucía y Joaquín son declarados “ciudadanos ilustres de la ciudad de Vicente López” en mérito a la labor solidaria desarrollada en el “hogar pimpinela para la niñez”.
- 2010 - 5 premios Estrella de Mar por la obra Pimpinela, la familia, en los rubros Iluminación y escenografía, Coreografía, Comedia musical y Actuación protagónica femenina de comedia».
- 2010 Premio “HUGO” para Lucía en la categoría de “actriz revelación” por Pimpinela, La Familia.
- 12 premios A.C.E. (Asociación de Cronistas del Espectáculo de Nueva York).
- 2012 Certificación de oro por el disco Estamos todos locos
- 2019 premio GRAMMY a la excelencia musical
- 2020 Gaviota de Plata en el Festival Internacional de la Canción de Viña del Mar
- 2020 Gaviota de Oro en el Festival Internacional de la Canción de Viña del Mar
- 2021 La voz Senior (Perú) con Mito Plaza T1

## Vida personal

### Lucía
Nacida el 23 de mayo de 1961, María Graciela Galán Cuervo mostró desde niña sus dotes para el escenario. Siempre que podía se vestía y maquillaba esperanzada de que su vida profesional en un futuro fuera así. Sabía que lo suyo eran las tablas, los escenarios y las luces.
Al igual que su hermano, Joaquín, creció en un ambiente donde la música era moneda corriente. Sus padres, María Engracia Cuervo Álvarez de Galán y Joaquín Galán, inmigrantes españoles, llegaron a la Argentina a mediados del siglo pasado. A mediados de los 70 sus sueños se convirtieron en realidad. Si bien su sueño siempre había sido ser actriz, había logrado formar parte de un grupo de soul llamado “Montana”.
Lucía siempre mantuvo su vida en privado; pero fueron de conocimiento público sus romances con gente como Guillermo Guido, Diego Guelar, Maradona, entre otros.
A fines de los 80 Lucía cumplió una de sus asignaturas pendientes: ser actriz. Fue la protagonista de la novela El duende azul que contó con 90 capítulos.
Hacia los 90, la estética de los vídeos de Pimpinela había cambiado completamente, pero su música no cambiaba, su estilo seguía siendo único e incomparable.
En 1995, Lucía por fin había encontrado un verdadero amor, Alberto Hazán. Y sucedió que, luego de meses de noviazgo, se casaron. Poco a poco, las ganas de tener un hijo de Lucía se convirtieron en realidad. Un 10 de enero de 1997 nació Rocío Luna Hazán Galán, su única hija. En 1999, Lucía y Alberto decidieron divorciarse en buenos términos.
Ha tenido problemas de salud en dos ocasiones: la primera fue durante una gira en Zacatecas (México), el 22 de octubre de 2006, un pico de presión que afectó la pierna, mano y brazo; todos del lado izquierdo del cuerpo. Fue atendida por la Cruz Roja Mexicana y al día siguiente se recuperó de la pierna pero no del brazo y mano, por lo que tuvo que hacer presentaciones con el brazo sujeto a un cabestrillo. Después de diagnosticarle una isquemia cerebral y realizarle una resonancia magnética, Lucía contó que el resultado indicó que no quedó una lesión cerebral. Sobre esta situación algunos medios comentaron que se encontraba hemipléjica, cosa que ella desmintió a través de un comunicado de prensa. Los médicos de Galán asociaron la isquemia cerebral a una subida de tensión.
Después de esto su primera actuación fue el 14 de enero en la ciudad de Piamonte, donde sufrió un desmayo sin mayores complicaciones. El 24 de enero del mismo año, Lucía y su hermano se presentaron en Aconquija, provincia de Catamarca.
La segunda vez sufrió un pico de presión después de una actuación en la localidad de San Nicolás. En esta ocasión los medios aseguraron que se trataba de un ACV, información que fue desmentida por su hermano Joaquín.
Sin embargo, en poco tiempo ya se encontraba en su domicilio recuperándose y poco después continuó con sus actividades laborales.
Desde que empezó con Pimpinela, Lucia ha podido desarrollar su voz a lo largo de los años. Llegando a dominar la sexta octava, aunque utilizando con mayor frecuencia la tercera, cuarta y quinta de su rango vocal.
Lucia tiene un amplio rango vocal, y al ser una soprano tiene muy buen control de sus notas graves, llegando a notas graves difíciles para una mujer, en general. En sus notas altas es donde brilla más, teniendo una voz  muy airosa y muy ligera ha podido hacer uso de todos los mecanismos de su voz, y aunque en Pimpinela Lucia no tiene la libertad de hacer lo que sea con su voz, se ha notado todo su poder, brillo y técnica vocal en musicales, o canciones que ha hecho separada de Pimpinela.

### Joaquín
Joaquín Roberto Galán Cuervo nació el 21 de julio de 1953. Desde niño sintió un amor por la música, debido a que vivía en un hogar donde la música era algo cotidiano. Así fue como a mediados de los 70 formó un grupo, llamado Claro de Luna en el que hacían Covers de The Beatles, o Bee Gees, pero por distintos problemas debieron cambiarle el nombre a Luna de Cristal.
Luego de las insistencias de su madre Engracia, para que cantara junto a su hermana Lucía, compuso una canción, “Tú me prometiste volver”; y entre risas mezclaron actuación con música formando un estilo único: Pimpinela.
De su vida privada poco se puede decir, ya que siempre ha preferido mantenerlo todo en privado. Está casado con la artista plástica Viviana Barco, su primer amor, de quien se separó en varias ocasiones, para luego retomar de nuevo la relación En 1990 nació Francisco Galán, su primer y único hijo, fruto de su relación con Viviana Berco.
Joaquín es también productor musical; es dueño de la productora “Aladino Producciones”, que se encarga de lanzar artistas, como Lola Ponce, a quien Joaquín le escribió canciones para su primer disco; entre ellas “Levanta, levanta”, la cual usó el dúo para su CD Diamante, lanzado en 2008 y de producir a artistas ya conocidos cómo Sandra Mihanovich, Sergio Cortés , David Bolzoni,Y  "LapeBand" (Banda Musical de Sergio Lapegüe)